# باغلوجه (چاراویماق)
باغلوجه یکی از روستاهای استان آذربایجان شرقی است که در دهستان چاراویماق شرقی بخش شادیان شهرستان چاراویماق واقع شده‌است.این روستا ۹۱ نفر جمعیت دارد.